# Saint-Denis-lès-Bourg
Saint-Denis-lès-Bourg [sɛ̃ dəni lɛ buʁ]  est une commune française, du canton de Viriat du département de l'Ain et située dans la région Auvergne-Rhône-Alpes.

## Géographie

### Localisation
Saint-Denis-lès-Bourg se situe à quelques kilomètres à l'ouest de Bourg-en-Bresse.

### Climat
Pour des articles plus généraux, voir Climat d'Auvergne-Rhône-Alpes et Climat de l'Ain.
En 2010, le climat de la commune est de type climat océanique dégradé des plaines du Centre et du Nord, selon une étude du Centre national de la recherche scientifique s'appuyant sur une série de données couvrant la période 1971-2000. En 2020, Météo-France publie une typologie des climats de la France métropolitaine dans laquelle la commune est dans une zone de transition entre le climat semi-continental et le climat de montagne et est dans la région climatique Bourgogne, vallée de la Saône, caractérisée par un bon ensoleillement (1 900 h/an), un été chaud (18,5 °C), un air sec au printemps et en été et des vents faibles.
Pour la période 1971-2000, la température annuelle moyenne est de 11,9 °C, avec une amplitude thermique annuelle de 18,2 °C. Le cumul annuel moyen de précipitations est de 1 062 mm, avec 11,8 jours de précipitations en janvier et 7,9 jours en juillet. Pour la période 1991-2020, la température moyenne annuelle observée sur la station météorologique de Météo-France la plus proche, « Ceyzériat_sapc », sur la commune de Ceyzériat à 10 km à vol d'oiseau, est de 11,7 °C et le cumul annuel moyen de précipitations est de 1 032,6 mm,. Pour l'avenir, les paramètres climatiques de la commune estimés pour 2050 selon différents scénarios d'émission de gaz à effet de serre sont consultables sur un site dédié publié par Météo-France en novembre 2022.

### Voies de communication et transports

#### Vélo
Pour ceux qui n'ont pas l'équipement nécessaire pour se déplacer, la Station qui est un espace de l'agglomération située à la gare de Bourg-en-Bresse propose la location de vélos classiques ou électriques pour une durée limitée.
Par ailleurs, depuis le 15 juillet 2019, un système de vélos en libre service baptisé Rubis'Vélo a été mis en place. Il compte 19 stations réparties sur Bourg-en-Bresse ainsi que dans les communes de proche banlieue parmi lesquelles Saint-Denis-lès-Bourg mais aussi Viriat et Péronnas.
Saint-Denis compte ainsi trois stations Rubis'Vélo : Printemps et St Denis Centre.

#### Transport ferroviaire
La gare ferroviaire la plus proche est la gare de Bourg-en-Bresse.

#### Transport en commun
La ville de Saint-Denis-lès-Bourg est principalement desservie par les lignes de bus nos 4 et 5 du réseau Rubis.

## Urbanisme

### Typologie
Au 1er janvier 2024, Saint-Denis-lès-Bourg est catégorisée centre urbain intermédiaire, selon la nouvelle grille communale de densité à 7 niveaux définie par l'Insee en 2022.
Elle appartient à l'unité urbaine de Bourg-en-Bresse, une agglomération intra-départementale dont elle est une commune de la banlieue,. Par ailleurs la commune fait partie de l'aire d'attraction de Bourg-en-Bresse, dont elle est une commune du pôle principal,. Cette aire, qui regroupe 80 communes, est catégorisée dans les aires de 50 000 à moins de 200 000 habitants,.

### Occupation des sols
L'occupation des sols de la commune, telle qu'elle ressort de la base de données européenne d’occupation biophysique des sols Corine Land Cover (CLC), est marquée par l'importance des territoires agricoles (63,3 % en 2018), en diminution par rapport à 1990 (72,5 %). La répartition détaillée en 2018 est la suivante : 
zones agricoles hétérogènes (41,2 %), zones urbanisées (22,7 %), prairies (18,3 %), zones industrielles ou commerciales et réseaux de communication (5,2 %), eaux continentales (3,9 %), terres arables (3,7 %), forêts (2,7 %), mines, décharges et chantiers (2,3 %).
L'évolution de l’occupation des sols de la commune et de ses infrastructures peut être observée sur les différentes représentations cartographiques du territoire : la carte de Cassini (XVIIIe siècle), la carte d'état-major (1820-1866) et les cartes ou photos aériennes de l'IGN pour la période actuelle (1950 à aujourd'hui).

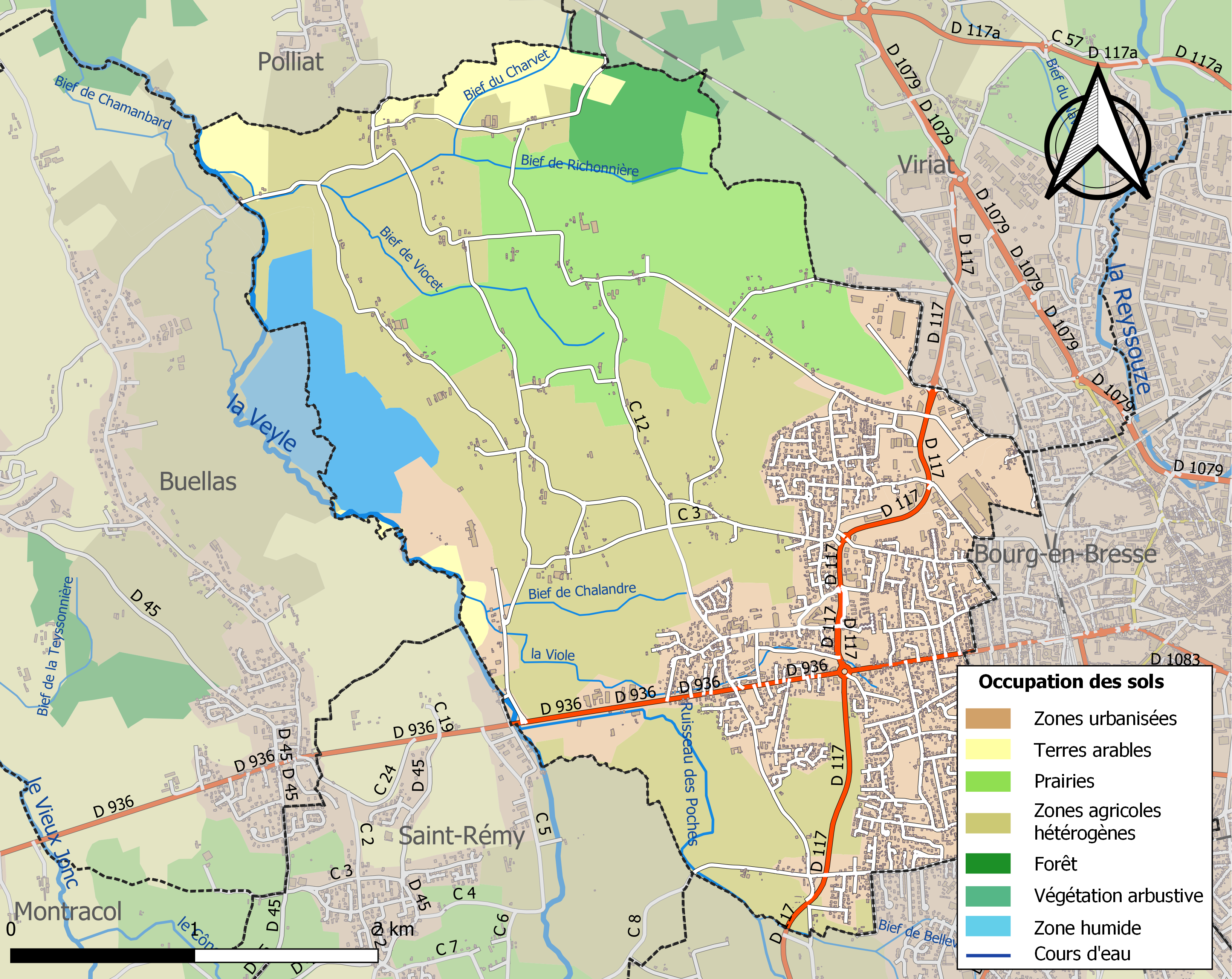
Carte des infrastructures et de l'occupation des sols de la commune en 2018 (CLC).

#### Morphologie urbaine
La commune est composée de plusieurs quartiers ou hameaux (selon qu'ils sont situés en territoire rural ou urbain) : le Mont, le Village, la Charpine. Saint-Denis-lès-Bourg est une « zone tampon » entre le monde urbain et le monde rural. La partie est devient ainsi essentiellement résidentielle alors que l'ouest reste très rural. La commune est coupée par deux grands axes de circulation sur lesquels s'est développée l'activité économique.

## Toponymie
Le nom signifie Saint-Denis près de Bourg. Cependant le nom de Bourg n'a pas toujours été compris dans le nom de la commune car ceci est effectif depuis le décret 20 février 1932. Auparavant, on utilisait Saint-Denis-le-Ceyzériat.
Durant la Révolution française, la commune prend temporairement le nom de Commune-Gaillard voire Gaillard.

## Histoire
Village mentionné dès le XIe siècle.[réf. nécessaire]

## Politique et administration

### Découpage territorial
La commune de Saint-Denis-lès-Bourg est membre de la communauté d'agglomération du Bassin de Bourg-en-Bresse, un établissement public de coopération intercommunale (EPCI) à fiscalité propre créé le 1er janvier 2017 dont le siège est à Bourg-en-Bresse. Ce dernier est par ailleurs membre d'autres groupements intercommunaux.
Sur le plan administratif, elle est rattachée à l'arrondissement de Bourg-en-Bresse, au département de l'Ain et à la région Auvergne-Rhône-Alpes. Sur le plan électoral, elle dépend du  canton de Bourg-en-Bresse-2 pour l'élection des conseillers départementaux, depuis le redécoupage cantonal de 2014 entré en vigueur en 2015, et de la première circonscription de l'Ain  pour les élections législatives, depuis le dernier découpage électoral de 2010.

### Administration municipale
Voici ci-dessous le partage des sièges au sein du Conseil municipal de la commune :

### Liste des maires
Liste de l'ensemble des maires qui se sont succédé à la mairie de la commune :
| Période                                  | Période   | Identité           | Étiquette | Qualité            |
| ---------------------------------------- | --------- | ------------------ | --------- | ------------------ |
| 1945                                     | mars 1959 | Ferdinand Chambard |           |                    |
| 1959                                     | mars 1971 | Albert Ecochard    |           |                    |
| 1971                                     | mars 1989 | Paul Darme         |           |                    |
| 1989                                     | mars 1995 | Félix Douvre       |           |                    |
| 1995                                     | mars 2014 | Jacques Nallet     | DVG       | Conseiller général |
| mars 2014                                | En cours  | Guillaume Fauvet   | DVG       |                    |
| Les données manquantes sont à compléter. |           |                    |           |                    |

### Jumelage et partenariat
| Saint-Denis-lès-Bourg est jumelée avec : - Schutterwald (Allemagne) depuis 1988 (land de Bade-Wurtemberg) - Redea (Roumanie) depuis 2000 (județ d'Olt) De plus la ville est partenaire de : - Shantivanam (Inde) | \| Schutterwald Redea Saint-Denis-lès-Bourg \| |
| Schutterwald Redea Saint-Denis-lès-Bourg |                                                |

## Population et société

### Évolution démographique
L'évolution du nombre d'habitants est connue à travers les recensements de la population effectués dans la commune depuis 1793. Pour les communes de moins de 10 000 habitants, une enquête de recensement portant sur toute la population est réalisée tous les cinq ans, les populations de référence des années intermédiaires étant quant à elles estimées par interpolation ou extrapolation. Pour la commune, le premier recensement exhaustif entrant dans le cadre du nouveau dispositif a été réalisé en 2004.

En 2022, la commune comptait 6 078 habitants, en évolution de +7,25 % par rapport à 2016 (Ain : +5,15 %, France hors Mayotte : +2,11 %).
| 1793 | 1800 | 1806 | 1821 | 1831 | 1836 | 1841 | 1846 | 1851 |
| ---- | ---- | ---- | ---- | ---- | ---- | ---- | ---- | ---- |
| 661  | 626  | 655  | 691  | 706  | 732  | 781  | 826  | 913  |

| 1856 | 1861 | 1866 | 1872 | 1876 | 1881  | 1886  | 1891  | 1896  |
| ---- | ---- | ---- | ---- | ---- | ----- | ----- | ----- | ----- |
| 866  | 888  | 905  | 946  | 980  | 1 115 | 1 116 | 1 059 | 1 050 |

| 1901  | 1906  | 1911  | 1921  | 1926  | 1931  | 1936  | 1946  | 1954  |
| ----- | ----- | ----- | ----- | ----- | ----- | ----- | ----- | ----- |
| 1 075 | 1 094 | 1 135 | 1 101 | 1 224 | 1 355 | 1 472 | 1 633 | 1 631 |

| 1962  | 1968  | 1975  | 1982  | 1990  | 1999  | 2004  | 2006  | 2009  |
| ----- | ----- | ----- | ----- | ----- | ----- | ----- | ----- | ----- |
| 1 940 | 2 510 | 3 181 | 3 352 | 4 145 | 4 921 | 4 910 | 4 967 | 5 357 |

| 2014  | 2019  | 2022  | - | - | - | - | - | - |
| ----- | ----- | ----- | - | - | - | - | - | - |
| 5 505 | 5 943 | 6 078 | - | - | - | - | - | - |

### Pyramide des âges
En 2021, le taux de personnes d'un âge inférieur à 30 ans s'élève à 30,5 %, soit en dessous de la moyenne départementale (35,3 %). À l'inverse, le taux de personnes d'âge supérieur à 60 ans est de 31,7 % la même année, alors qu'il est de 24,3 % au niveau départemental.
En 2021, la commune comptait 2 957 hommes pour 3 106 femmes, soit un taux de 51,23 % de femmes, légèrement supérieur au taux départemental (50,65 %).
Les pyramides des âges de la commune et du département s'établissent comme suit :
| Hommes | Classe d’âge | Femmes |
| ------ | ------------ | ------ |
| 0,9    | 90 ou +      | 1,6    |
| 9,0    | 75-89 ans    | 11,2   |
| 20,4   | 60-74 ans    | 20,3   |
| 21,3   | 45-59 ans    | 21,9   |
| 15,2   | 30-44 ans    | 16,9   |
| 13,7   | 15-29 ans    | 11,7   |
| 19,5   | 0-14 ans     | 16,4   |

| Hommes | Classe d’âge | Femmes |
| ------ | ------------ | ------ |
| 0,6    | 90 ou +      | 1,6    |
| 6,3    | 75-89 ans    | 8,1    |
| 15,5   | 60-74 ans    | 16,2   |
| 21     | 45-59 ans    | 20,4   |
| 19,8   | 30-44 ans    | 19,8   |
| 16,4   | 15-29 ans    | 15     |
| 20,4   | 0-14 ans     | 18,9   |

### Enseignement
Saint-Denis-lès-Bourg comporte à ce jour un seul collège, le collège Yvon-Morandat, qui regroupe les élèves de la commune mais aussi des villages avoisinants comme Montcet, Buellas, etc.
L'école primaire, quant à elle, est située à proximité du collège.

### Sports
Le club de foot, l'Olympique Saint-Denis, les seniors évoluent en Excellence.
Il y a aussi un club de judo, d'escalade, de tennis de table, le TTSD et de tennis.
l'aikido club de St-Denis.

### Médias
En 2014, la commune de Saint-Denis-lès-Bourg a été récompensée par le label « Ville Internet @@@ ».

## Culture et patrimoine

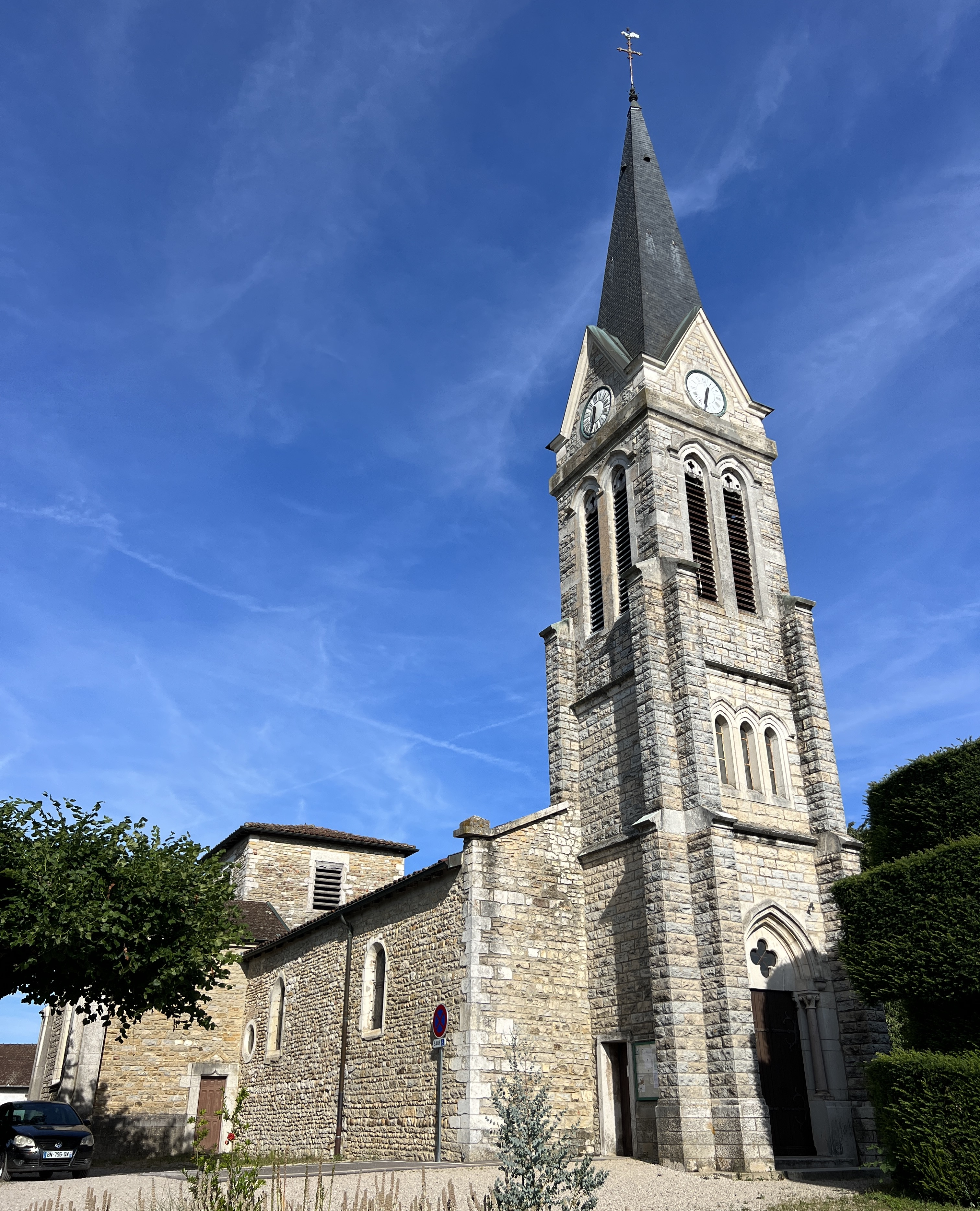
L'église Saint-Denis.

### Lieux et monuments
- Portail "Grange Maman".
- Église Saint-Denis, de style gothique, transformée au XIXe siècle.

### Espaces verts et fleurissement
En 2014, la commune de Saint-Denis-lès-Bourg bénéficie du label « ville fleurie » avec « 2 fleurs » attribuées par le Conseil national des villes et villages fleuris de France au concours des villes et villages fleuris.

### Personnalités liées à la commune
- Jean-Marie-Sauveur Gorini, théologien et historien, fut curé de la paroisse. Il est mort dans la commune.
- Fernand Combes (1856-1943), peintre peintre, paysagiste et aquarelliste. Il est mort dans la commune.

### Héraldique
| Blason de Saint-Denis-lès-Bourg | Blason  | De gueules au lion d'hermine accosté à dextre d'une crosse abbatiale d'or et à senestre d'une épée haute d'argent garnie d'or, au chef d'azur chargé de trois fleurs de lys aussi d'or. |
| Blason de Saint-Denis-lès-Bourg | Détails | |